# Цемах-Цедек
Цемах-Цедек (ивр. הצמח צדק‎), наст. имя — Менахем Мендель Шнеерсон (ивр. מנחם מנדל שניאורסון‎); 9 [20] сентября 1789 — 17 [29] марта 1866) — 3-й любавичский ребе из хасидской династии Шнеерсонов.

## Биография
Внук Алтер Ребе по линии матери Дворы-Леи. При рождении получил имя Менахем Мендель, в честь духовного наставника своего деда, раввина Менахема Менделя из Витебска. С трёх лет, после смерти матери, жил в доме своего деда и под его руководством изучал Тору и Талмуд. 
В 14 лет женился на своей двоюродной сестре Хае-Мушке (дочери его дяди и предшественника Мителер Ребе). 
В 18 лет написал богословский трактат Таамей а-мицвот (Смысл заповедей). В 1827 году возглавил Хабад. Прикладывал большие усилия для примирения с митнагдим, а также препятствовал набору еврейской молодёжи в российскую армию. Рассматривался как лидер российского хасидизма и имел в 1843 году консультации с министром просвещения С. С. Уваровым, впрочем эти консультации зашли в тупик и Цемах-Цедек был на некоторое время арестован.

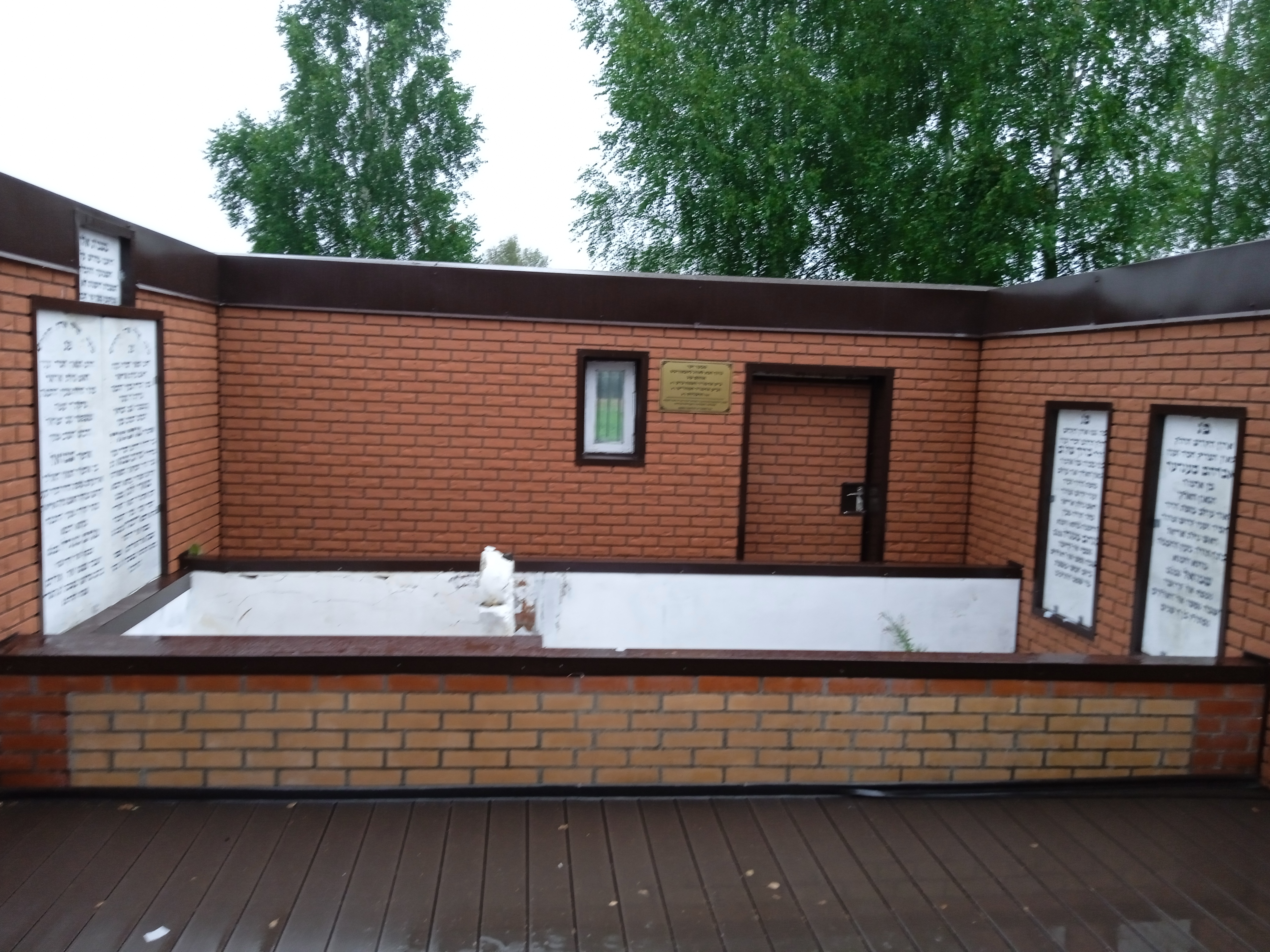
Охель (мавзолей) в Любавичах

## Сыновья
- Барух Шалом Шнеерсон (1805—1869) — прадед Леви Ицхака Шнеерсона и прапрадед 7-го любавичского ребе.
- Иехуда Лейб Шнеерсон (1811—1866) — цадик местечка Копысь
- Хаим Шнеур Залман Шнеерсон (1814—1880) — цадик местечка Ляды
- Исраэль Ноах Шнеерсон (1816—1883) — цадик местечка Нежин
- Шмуэль Шнеерсон — 4-й любавичский ребе.